# Lingua niuafo'ou
Il niuafoʻou (tongano, niuafoʻou: lea faka-Niuafoʻou) è una lingua polinesiana parlata nell'isola di Niuafoʻou, l'isola più settentrionale dell'arcipelago delle Tonga nel Pacifico. È molto vicino al tongano e al wallisiano. Rischia di scomparire, sempre più soppiantata dal tongano. È un linguaggio VSO.